# Вежхово (Дравський повіт)
Вежхово (пол. Wierzchowo) — село в Польщі, у гміні Вешхово Дравського повіту Західнопоморського воєводства.
Населення — 1576 осіб (2011).
У 1975-1998 роках село належало до Кошалінського воєводства.

## Демографія
Демографічна структура станом на 31 березня 2011 року:
|          | Загалом | Допрацездатний вік | Працездатний вік | Постпрацездатний вік |
| -------- | ------- | ------------------ | ---------------- | -------------------- |
| Чоловіки | 805     | 168                | 585              | 52                   |
| Жінки    | 771     | 160                | 469              | 142                  |
| Разом    | 1576    | 328                | 1054             | 194                  |